# William Kendall
William Kendall (nasceu  William Isaac Kendall; Londres, 26 de agosto de 1903 – 1 de abril de 1984) foi um ator britânico de cinema e televisão.

## Filmografia selecionada
- Goodnight, Vienna (1932)
- That's a Good Girl (1933)
- The King's Cup (1933)
- Doctor's Orders (1934)
- Debt of Honour (1936)
- This'll Make You Whistle (1936)
- Sweet Devil (1938)
- The Sky's the Limit (1938)
- Blind Folly (1940)
- Dance, Little Lady (1954)
- Jumping for Joy (1956)
- Strictly Confidential (1959)
- Idol on Parade (1959)
- Left Right and Centre (1959)
- A Touch of Larceny (1959)
- The Trials of Oscar Wilde (1960)
- Sands of the Desert (1960)
- The Two Faces of Dr. Jekyll (1960)
- Live Now - Pay Later (1962)
- The Great St Trinian's Train Robbery (1966)
- The Assassination Bureau (1969)